# 1994-es Fiatal Zenészek Eurovíziója
Az 1994-es Fiatal Zenészek Eurovíziója volt a hetedik Fiatal Zenészek Eurovíziója, melyet Lengyelország fővárosában, Varsóban rendeztek meg. A helyszín a Filharmonia Narodowa volt. Az elődöntőre 1994. június 9-én, a döntőre június 14-én került sor. Az Eurovíziós Dalfesztivállal ellenben itt nem az előző évi győztes rendez, hanem pályázni kell a rendezés jogára. 1990 után másodjára fordult elő, hogy az előző évi győztes rendezhetett. Az 1992-es verseny a lengyel Bartłomiej Nizioł győzelmével zárult, aki hegedű-versenyművét adta elő Brüsszelben.

## A helyszín és a verseny
A verseny pontos helyszíne a Lengyelország fővárosában, Varsóban található Filharmonia Narodowa volt, melynek legnagyobb előadóterme 1 072 fő befogadására alkalmas.
| Lengyelország Varsó |

A szakmai zsűri egyik tagja, a brit Emma Johnson klarinétművész 1984-ben képviselte hazáját a versenyen, ahol harmadik helyet ért el.

## A résztvevők
A Szovjetunió és Jugoszlávia felbomlása, illetve a vasfüggöny megszűnése után rengeteg új ország kívánt csatlakozni a versenyhez. Így a korábbi évekhez képest lényegesen több ország vett részt.
1994-ben rekordszámú, hét ország debütált: Észtország, Horvátország, Lettország, Litvánia, Macedónia, Oroszország és Szlovénia.
Rajtuk kívül Görögország visszatért a versenyhez.
Jugoszlávia visszalépett, és csak 2006-ban, Szerbia és Montenegróként tért vissza, illetve nem vett részt Hollandia sem.
Így összesen huszonnégy ország képviseltette magát a versenyen.
A szakmai zsűri nyolc országot juttatott tovább a döntőbe, így tizenhat ország esett ki az első fordulóban.
Magyarország is részt vett a versenyen. Hazánkat Faragó Márk zongorista képviselte, aki Liszt Ferenc Danse Macabre című darabjával bejutott a döntőbe, ott azonban nem ért el dobogós helyezést. Érdekesség, hogy a lett versenyző, Liene Circene ugyanezzel a zeneművel második lett. A két ország képviselője emellett egymást követte a döntő fellépési sorrendjében.
Sorozatban másodjára szerepelt a ciprusi Manólisz Neofítu. Akárcsak előző részvételén, ezúttal is kiesett az elődöntőben.

## Zsűri
- Henryk Górecki (Zsűrielnök)
- Marc Grauwels
- Arié Dzierlatka
- Emma Johnson
- František Maxián
- Jorma Panula
- Carole Dawn Reinhart
- Alfredo Riccardi
- Wanda Wiłkomirska

## Elődöntő
Az elődöntőt 1994. június 9-én rendezték huszonnégy ország részvételével. A továbbjutókról a szakmai zsűri döntött. Nyolc ország jutott tovább a döntőbe.
| #  | Ország             | Zenész                    | Hangszer | Darab (Szerző)                                                         | Eredmény     |
| -- | ------------------ | ------------------------- | -------- | ---------------------------------------------------------------------- | ------------ |
| 01 | Oroszország        | Anna Ajrapetjanc          | zongora  | À la Albéniz (Rogyion Scsedrin)                                        | Kiesett      |
| 02 | Franciaország      | Nicolas Delclaud          | hegedű   | Monologue Capriccio de la Vie d’artiste (Borisz Petrov)                | Kiesett      |
| 03 | Horvátország       | Ana Vidović               | gitár    | Serenata española (Joaquim Malats i Miarons)                           | Kiesett      |
| 04 | Lengyelország      | Lukasz Szyrner            | cselló   | Danse du Diable vert (Gaspar Cassadó i Moreu)                          | Kiesett      |
| 05 | Ausztria           | Bernard Hufnagl           | harsona  | Sonatina for Trombone and Piano. Allegro Vivace (Kazimierz Serocki)    | Kiesett      |
| 06 | Ciprus             | Manólisz Neofítu          | zongora  | Prelude and Fugue Op.87 No.5 in D major (Dmitrij Sosztakovics)         | Kiesett      |
| 07 | Litvánia           | Vilhelmas Čepinskis       | hegedű   | Concerto No.2 part 1 (Balsis)                                          | Kiesett      |
| 08 | Szlovénia          | Mate Bekavac              | klarinét | Solo de concours Op.10 (Henri Rabaud)                                  | Kiesett      |
| 09 | Macedónia          | Kalina Mrmevszka          | zongora  | Piano Sonata No.3, Op.28 (Szergej Prokofjev)                           | Kiesett      |
| 10 | Írország           | Finghin Collins           | zongora  | Prelude in C-sharp minor Op.45 (Frédéric Chopin)                       | Kiesett      |
| 11 | Görögország        | Antóniosz Szuszámoglu     | hegedű   | Monogramma for Violin Solo (Hrísztosz Szamarász)                       | Kiesett      |
| 12 | Spanyolország      | Dolores Rodríguez Paredes | gitár    | Etude No.11 (Heitor Villa-Lobos)                                       | Kiesett      |
| 13 | Norvégia           | Rolf-Erik Nystrøm         | szaxofon | Suite pour saxophone alto et piano, part I (Paul Bonneau)              | Kiesett      |
| 14 | Németország        | Luise Wiedemann           | fagott   | Sonata in F-major Op.168, 2nd part (Camille Saint-Saëns)               | Kiesett      |
| 15 | Portugália         | Ruben da Luz Santos       | harsona  | Bach (K. Starzenegger)                                                 | Kiesett      |
| 16 | Belgium            | David Cohen               | cselló   | Cantilène-jeu (Paul-Baudouin Michel)                                   | Kiesett      |
|    | Dánia              | Frederik Reesen Magle     | orgona   | Concerto for Organ and Orchestra in G minor, part II (Francis Poulenc) | Továbbjutott |
|    | Egyesült Királyság | Natalie Clein             | cselló   | Cello Concerto in E minor, Op.85, part I (Edward Elgar)                | Továbbjutott |
|    | Észtország         | Marko Martin              | zongora  | Concerto in C minor No.1, Op.35, part III, IV (Dmitrij Sosztakovics)   | Továbbjutott |
|    | Finnország         | Pia Toivio                | cselló   | Rococo Variations Op.33, part II, VI, VII (Pjotr Csajkovszkij)         | Továbbjutott |
|    | Lettország         | Liene Circene             | zongora  | Danse Macabre (Liszt Ferenc)                                           | Továbbjutott |
|    | Magyarország       | Faragó Márk               | zongora  | Danse Macabre (Liszt Ferenc)                                           | Továbbjutott |
|    | Svájc              | David Bruchez-Lalli       | harsona  | Ballade for Trombone and Orchestra (Frank Martin)                      | Továbbjutott |
|    | Svédország         | Malin Broman              | hegedű   | Violin Concerto in A minor Op.53, part III (Antonín Dvořák)            | Továbbjutott |

## Döntő
A döntőt 1994. június 14-én rendezték meg nyolc ország részvételével. A végső döntést a szakmai zsűri hozta meg.
| #  | Ország             | Zenész                | Hangszer | Darab (Szerző)                                                         | Helyezés |
| -- | ------------------ | --------------------- | -------- | ---------------------------------------------------------------------- | -------- |
| 01 | Magyarország       | Faragó Márk           | zongora  | Danse Macabre (Liszt Ferenc)                                           | —        |
| 02 | Lettország         | Liene Circene         | zongora  | Danse Macabre (Liszt Ferenc)                                           | 2.       |
| 03 | Svájc              | David Bruchez-Lalli   | harsona  | Ballade for Trombone and Orchestra (Frank Martin)                      | —        |
| 04 | Finnország         | Pia Toivio            | cselló   | Rococo Variations Op.33, part II, VI, VII (Pjotr Csajkovszkij)         | —        |
| 05 | Észtország         | Marko Martin          | zongora  | Concerto in C minor No.1, Op.35, part III, IV (Dmitrij Sosztakovics)   | —        |
| 06 | Svédország         | Malin Broman          | hegedű   | Violin Concerto in A minor Op.53, part III (Antonín Dvořák)            | 3.       |
| 07 | Egyesült Királyság | Natalie Clein         | cselló   | Cello Concerto in E minor, Op.85, part I (Edward Elgar)                | 1.       |
| 08 | Dánia              | Frederik Reesen Magle | orgona   | Concerto for Organ and Orchestra in G minor, part II (Francis Poulenc) | —        |

## Térkép

A döntő résztvevői
Az elődöntőben kiesett országok
Országok, melyek korábban részt vettek, de ebben az évben nem

## Visszatérő előadók
| Előadó           | Ország | Előző év(ek) |
| ---------------- | ------ | ------------ |
| Manólisz Neofítu | Ciprus | 1992         |